# Momot černolící
Momot černolící (Momotus momota), známý též pod názvem pilan černolící, je pták z čeledi momotovitých. Dorůstá asi 39 cm, samci jsou přitom o něco větší než samice. Svrchu je zelený s modrým zbarvením spodní poloviny rýdovacích per, spodinu těla má v závislosti na poddruhu zelenou nebo oranžovo-hnědou. S výjimkou poddruhu M. m. coeruliceps má také modré zbarvení na hlavě a černou skvrnu na temeni (kterou uvedený poddruh postrádá). Tmavého zbarvení jsou také líce a zobák. Nejvýraznějším znakem momota černolícího je však jeho ocas, jehož střední pera jsou prodloužená a na konci mají výraznou vlaječku. Žije v lesích Střední Ameriky, severní a střední části Jižní Ameriky a na Trinidadu a Tobagu.
 Živí se hmyzem, ještěrkami, pavouky a jinými malými živočichy, požírá též různé plody. Na kořist přitom číhá z vyvýšeného místa. Hnízdí v norách vyhloubených v kolmých svazích, kam klade 3-4 vejce.

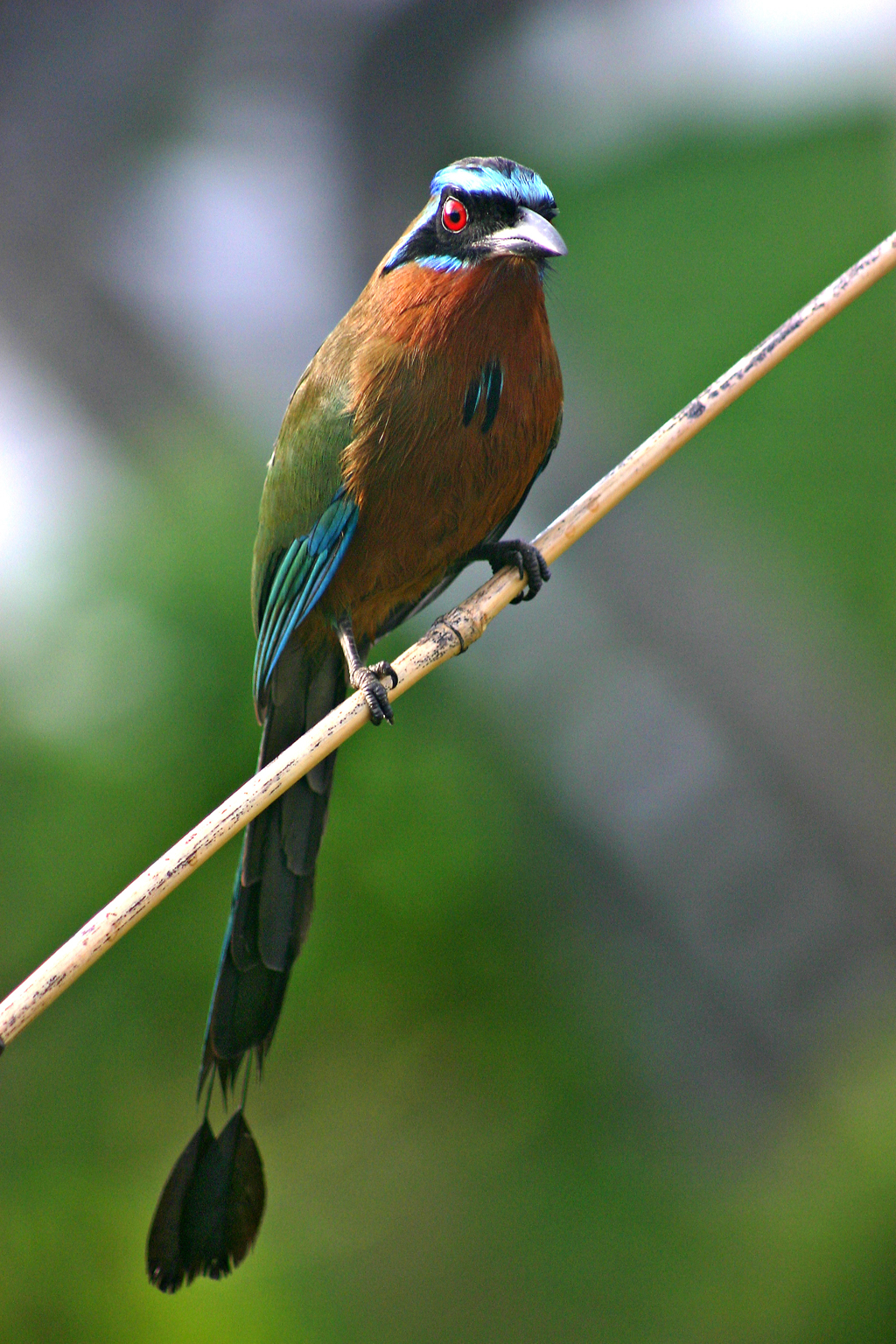
Pohled na momota černolícího zpředu